# Coppa del mondo di mountain bike 2023
La Coppa del mondo di mountain bike 2023 è la 33ª edizione del circuito di gare di Mountain biking, la prima organizzata dall'UCI in collaborazione con Warner Bros. Discovery.

## Cross country

### Uomini Elite

#### Risultati
| Data         | Luogo                | Primo          | Secondo       | Terzo         | Leader della classifica generale |
| ------------ | -------------------- | -------------- | ------------- | ------------- | -------------------------------- |
| 14 maggio    | Nové Město na Moravě | Thomas Pidcock | Joshua Dubau  | Nino Schurter | Thomas Pidcock                   |
| 11 giugno    | Lenzerheide          | Nino Schurter  | Alan Hatherly | Jordan Sarrou | Nino Schurter                    |
| 18 giugno    | Leogang              |                |               |               |                                  |
| 2 luglio     | Val di Sole          |                |               |               |                                  |
| 27 agosto    | Pal-Arinsal          |                |               |               |                                  |
| 10 settembre | Portes du Soleil     |                |               |               |                                  |
| 1º ottobre   | Snowshoe             |                |               |               |                                  |
| 8 ottobre    | Mont-Sainte-Anne     |                |               |               |                                  |

#### Classifica generale (Top 10)
Classifica dopo 2 prove.
| Pos. | Corridore         | NOV  | LEN | LEO | VDS | PAL | PDS | SNO | MSA | Punti |
| ---- | ----------------- | ---- | --- | --- | --- | --- | --- | --- | --- | ----- |
| 1    | Nino Schurter     | 35   | 116 |     |     |     |     |     |     | 475   |
| 2    | Jordan Sarrou     | 48   | 32  |     |     |     |     |     |     | 410   |
| 3    | Thomas Griot      | 516  | 424 |     |     |     |     |     |     | 336   |
| 4    | Thomas Pidcock    | 1    | -   |     |     |     |     |     |     | 330   |
| 5    | Alan Hatherly     | 1033 | 220 |     |     |     |     |     |     | 328   |
| 6    | Joshua Dubau      | 224  | 375 |     |     |     |     |     |     | 289   |
| 7    | Mathias Flückiger | 74   | 116 |     |     |     |     |     |     | 287   |
| 8    | Luca Schwarzbauer | 63   | 451 |     |     |     |     |     |     | 283   |
| 9    | Samuel Gaze       | 292  | 714 |     |     |     |     |     |     | 262   |
| 10   | Lars Forster      | 810  | 137 |     |     |     |     |     |     | 259   |

### Uomini Under-23

#### Risultati
| Data         | Luogo                | Primo           | Secondo      | Terzo           | Leader della classifica generale |
| ------------ | -------------------- | --------------- | ------------ | --------------- | -------------------------------- |
| 13 maggio    | Nové Město na Moravě | Vedersø Sølvhøj | Dario Lillo  | Tom Schellekens | Vedersø Sølvhøj                  |
| 11 giugno    | Lenzerheide          | Dario Lillo     | Carter Woods | Adrien Boichis  | Dario Lillo                      |
| 18 giugno    | Leogang              |                 |              |                 |                                  |
| 2 luglio     | Val di Sole          |                 |              |                 |                                  |
| 27 agosto    | Pal-Arinsal          |                 |              |                 |                                  |
| 10 settembre | Portes du Soleil     |                 |              |                 |                                  |
| 1º ottobre   | Snowshoe             |                 |              |                 |                                  |
| 8 ottobre    | Mont-Sainte-Anne     |                 |              |                 |                                  |

#### Classifica generale (Top 10)
Classifica dopo 2 prove.
| Pos. | Corridore        | NOV | LEN   | LEO | VDS | PAL | PDS | SNO | MSA | Punti |
| ---- | ---------------- | --- | ----- | --- | --- | --- | --- | --- | --- | ----- |
| 1    | Dario Lillo      | 25  | 1     |     |     |     |     |     |     | 284   |
| 2    | Adrien Boichis   | 151 | 32    |     |     |     |     |     |     | 196   |
| 3    | Carter Woods     | 118 | 23    |     |     |     |     |     |     | 191   |
| 4    | Vedersø Sølvhøj  | 13  | Rit.4 |     |     |     |     |     |     | 170   |
| 5    | Luca Martin      | 616 | 57    |     |     |     |     |     |     | 160   |
| 6    | Tom Schellekens  | 3   | 1211  |     |     |     |     |     |     | 142   |
| 7    | Luke Wiedmann    | 914 | 75    |     |     |     |     |     |     | 141   |
| 8    | Oleksandr Hudyma | 418 | 8     |     |     |     |     |     |     | 124   |
| 9    | Andreas Vittone  | 8   | 106   |     |     |     |     |     |     | 124   |
| 10   | Cole Punchard    | 129 | 169   |     |     |     |     |     |     | 124   |

### Uomini Junior

#### Risultati
| Data         | Luogo                | Primo            | Secondo       | Terzo         |
| ------------ | -------------------- | ---------------- | ------------- | ------------- |
| 14 maggio    | Nové Město na Moravě | Albert Philipsen | Sivert Ekroll | David Friedel |
| 18 giugno    | Leogang              |                  |               |               |
| 2 luglio     | Val di Sole          |                  |               |               |
| 27 agosto    | Pal-Arinsal          |                  |               |               |
| 10 settembre | Portes du Soleil     |                  |               |               |
| 1º ottobre   | Snowshoe             |                  |               |               |
| 8 ottobre    | Mont-Sainte-Anne     |                  |               |               |

### Donne Elite

#### Risultati
| Data         | Luogo                | Prima         | Seconda                | Terza             | Leader della classifica generale |
| ------------ | -------------------- | ------------- | ---------------------- | ----------------- | -------------------------------- |
| 14 maggio    | Nové Město na Moravě | Puck Pieterse | Pauline Ferrand-Prévot | Loana Lecomte     | Puck Pieterse                    |
| 11 giugno    | Lenzerheide          | Loana Lecomte | Anne Terpstra          | Alessandra Keller | Puck Pieterse                    |
| 18 giugno    | Leogang              |               |                        |                   |                                  |
| 2 luglio     | Val di Sole          |               |                        |                   |                                  |
| 27 agosto    | Pal-Arinsal          |               |                        |                   |                                  |
| 10 settembre | Portes du Soleil     |               |                        |                   |                                  |
| 1º ottobre   | Snowshoe             |               |                        |                   |                                  |
| 8 ottobre    | Mont-Sainte-Anne     |               |                        |                   |                                  |

#### Classifica generale (Top 10)
Classifica dopo 2 prove.
| Pos. | Corridore              | NOV  | LEN  | LEO | VDS | PAL | PDS | SNO | MSA | Punti |
| ---- | ---------------------- | ---- | ---- | --- | --- | --- | --- | --- | --- | ----- |
| 1    | Puck Pieterse          | 17   | 54   |     |     |     |     |     |     | 466   |
| 2    | Loana Lecomte          | 318  | 121  |     |     |     |     |     |     | 457   |
| 3    | Pauline Ferrand-Prévot | 24   | 43   |     |     |     |     |     |     | 440   |
| 4    | Alessandra Keller      | 52   | 32   |     |     |     |     |     |     | 430   |
| 5    | Anne Terpstra          | 613  | 29   |     |     |     |     |     |     | 394   |
| 6    | Evie Richards          | 45   | 613  |     |     |     |     |     |     | 348   |
| 7    | Jenny Rissveds         | 1422 | 81   |     |     |     |     |     |     | 289   |
| 8    | Laura Stigger          | 181  | 126  |     |     |     |     |     |     | 272   |
| 9    | Caroline Bohé          | 725  | 1018 |     |     |     |     |     |     | 258   |
| 10   | Sina Frei              | 93   | 178  |     |     |     |     |     |     | 257   |

### Donne Under-23

#### Risultati
| Data         | Luogo                | Prima               | Seconda           | Terza           | Leader della classifica generale |
| ------------ | -------------------- | ------------------- | ----------------- | --------------- | -------------------------------- |
| 14 maggio    | Nové Město na Moravě | Sofie Heby Pedersen | Ginia Caluori     | Emilly Johnston | Sofie Heby Pedersen              |
| 11 giugno    | Lenzerheide          | Sofie Heby Pedersen | Ronja Blöchlinger | Sara Cortinovis | Sofie Heby Pedersen              |
| 18 giugno    | Leogang              |                     |                   |                 |                                  |
| 2 luglio     | Val di Sole          |                     |                   |                 |                                  |
| 27 agosto    | Pal-Arinsal          |                     |                   |                 |                                  |
| 10 settembre | Portes du Soleil     |                     |                   |                 |                                  |
| 1º ottobre   | Snowshoe             |                     |                   |                 |                                  |
| 8 ottobre    | Mont-Sainte-Anne     |                     |                   |                 |                                  |

#### Classifica generale (Top 10)
Classifica dopo 2 prove.
| Pos. | Corridore           | NOV  | LEN  | LEO | VDS | PAL | PDS | SNO | MSA | Punti |
| ---- | ------------------- | ---- | ---- | --- | --- | --- | --- | --- | --- | ----- |
| 1    | Sofie Heby Pedersen | 13   | 13   |     |     |     |     |     |     | 300   |
| 2    | Ronja Blöchlinger   | 181  | 21   |     |     |     |     |     |     | 223   |
| 3    | Ginia Caluori       | 211  | 42   |     |     |     |     |     |     | 218   |
| 4    | Sara Cortinovis     | 429  | 36   |     |     |     |     |     |     | 173   |
| 5    | Noëlle Buri         | 52   | 115  |     |     |     |     |     |     | 169   |
| 6    | Emilly Johnston     | 36   | 1516 |     |     |     |     |     |     | 152   |
| 7    | Samara Maxwell      | 814  | 67   |     |     |     |     |     |     | 147   |
| 8    | Kira Böhm           | 125  | 78   |     |     |     |     |     |     | 144   |
| 9    | Zoe Cuthbert        | 1032 | 54   |     |     |     |     |     |     | 141   |
| 10   | Noémie Garnier      | 610  | 1310 |     |     |     |     |     |     | 141   |

### Donne Junior

#### Risultati
| Data         | Luogo                | Primo        | Secondo        | Terzo        |
| ------------ | -------------------- | ------------ | -------------- | ------------ |
| 14 maggio    | Nové Město na Moravě | Andie Aagard | Kamilla Aasebø | Ava Holmgren |
| 18 giugno    | Leogang              |              |                |              |
| 2 luglio     | Val di Sole          |              |                |              |
| 27 agosto    | Pal-Arinsal          |              |                |              |
| 10 settembre | Portes du Soleil     |              |                |              |
| 1º ottobre   | Snowshoe             |              |                |              |
| 8 ottobre    | Mont-Sainte-Anne     |              |                |              |

## Cross-country short track

### Uomini Elite

#### Risultati
| Data         | Luogo                | Primo             | Secondo       | Terzo                     | Leader della classifica generale |
| ------------ | -------------------- | ----------------- | ------------- | ------------------------- | -------------------------------- |
| 12 maggio    | Nové Město na Moravě | Thomas Pidcock    | Samuel Gaze   | Luca Schwarzbauer         | Thomas Pidcock                   |
| 9 giugno     | Lenzerheide          | Luca Schwarzbauer | Jordan Sarrou | Sebastian Fini Carstensen | Luca Schwarzbauer                |
| 16 giugno    | Leogang              |                   |               |                           |                                  |
| 30 giugno    | Val di Sole          |                   |               |                           |                                  |
| 25 agosto    | Pal-Arinsal          |                   |               |                           |                                  |
| 8 settembre  | Portes du Soleil     |                   |               |                           |                                  |
| 29 settembre | Snowshoe             |                   |               |                           |                                  |
| 6 ottobre    | Mont-Sainte-Anne     |                   |               |                           |                                  |

#### Classifica generale (Top 10)
Classifica dopo 2 prove.
| Pos. | Corridore                 | NOV | LEN | LEO | VDS | PAL | PDS | SNO | MSA | Punti |
| ---- | ------------------------- | --- | --- | --- | --- | --- | --- | --- | --- | ----- |
| 1    | Luca Schwarzbauer         | 3   | 1   |     |     |     |     |     |     | 410   |
| 2    | Jordan Sarrou             | 8   | 2   |     |     |     |     |     |     | 310   |
| 3    | Mathias Flückiger         | 4   | 6   |     |     |     |     |     |     | 280   |
| 4    | Samuel Gaze               | 2   | 14  |     |     |     |     |     |     | 278   |
| 5    | Luca Braidot              | 7   | 4   |     |     |     |     |     |     | 270   |
| 6    | Thomas Pidcock            | 1   | -   |     |     |     |     |     |     | 250   |
| 7    | Sebastian Fini Carstensen | 18  | 3   |     |     |     |     |     |     | 230   |
| 8    | Daniele Braidot           | 6   | 11  |     |     |     |     |     |     | 220   |
| 9    | Lars Forster              | 10  | 7   |     |     |     |     |     |     | 215   |
| 10   | Nino Schurter             | 5   | 16  |     |     |     |     |     |     | 214   |

### Uomini Under-23

#### Risultati
| Data         | Luogo                | Primo          | Secondo        | Terzo           | Leader della classifica generale |
| ------------ | -------------------- | -------------- | -------------- | --------------- | -------------------------------- |
| 12 maggio    | Nové Město na Moravě | Adrien Boichis | Riley Amos     | Vedersø Sølvhøj | Adrien Boichis                   |
| 8 giugno     | Lenzerheide          | Dario Lillo    | Adrien Boichis | Carter Woods    | Adrien Boichis                   |
| 18 giugno    | Leogang              |                |                |                 |                                  |
| 2 luglio     | Val di Sole          |                |                |                 |                                  |
| 27 agosto    | Pal-Arinsal          |                |                |                 |                                  |
| 10 settembre | Portes du Soleil     |                |                |                 |                                  |
| 1º ottobre   | Snowshoe             |                |                |                 |                                  |
| 8 ottobre    | Mont-Sainte-Anne     |                |                |                 |                                  |

#### Classifica generale (Top 10)
Classifica dopo 2 prove.
| Pos. | Corridore         | NOV | LEN  | LEO | VDS | PAL | PDS | SNO | MSA | Punti |
| ---- | ----------------- | --- | ---- | --- | --- | --- | --- | --- | --- | ----- |
| 1    | Adrien Boichis    | 1   | 2    |     |     |     |     |     |     | 225   |
| 2    | Dario Lillo       | 5   | 1    |     |     |     |     |     |     | 195   |
| 3    | Vedersø Sølvhøj   | 3   | 4    |     |     |     |     |     |     | 155   |
| 4    | Carter Woods      | 8   | 3    |     |     |     |     |     |     | 135   |
| 5    | Luke Wiedmann     | 14  | 5    |     |     |     |     |     |     | 117   |
| 6    | Luca Martin       | 16  | 7    |     |     |     |     |     |     | 105   |
| 7    | Cole Punchard     | 9   | 9    |     |     |     |     |     |     | 104   |
| 8    | Ole Sigurd Rekdal | 7   | 18   |     |     |     |     |     |     | 103   |
| 9    | Peter Blackmore   | 10  | 10   |     |     |     |     |     |     | 102   |
| 10   | Riley Amos        | 2   | Rit. |     |     |     |     |     |     | 100   |

### Donne Elite

#### Risultati
| Data         | Luogo                | Prima          | Seconda           | Terza                  | Leader della classifica generale |
| ------------ | -------------------- | -------------- | ----------------- | ---------------------- | -------------------------------- |
| 12 maggio    | Nové Město na Moravě | Laura Stigger  | Alessandra Keller | Sina Frei              | Laura Stigger                    |
| 9 giugno     | Lenzerheide          | Jenny Rissveds | Alessandra Keller | Pauline Ferrand-Prévot | Alessandra Keller                |
| 16 giugno    | Leogang              |                |                   |                        |                                  |
| 30 giugno    | Val di Sole          |                |                   |                        |                                  |
| 25 agosto    | Pal-Arinsal          |                |                   |                        |                                  |
| 8 settembre  | Portes du Soleil     |                |                   |                        |                                  |
| 29 settembre | Snowshoe             |                |                   |                        |                                  |
| 6 ottobre    | Mont-Sainte-Anne     |                |                   |                        |                                  |

#### Classifica generale (Top 10)
Classifica dopo 2 prove.
| Pos. | Corridore              | NOV | LEN | LEO | VDS | PAL | PDS | SNO | MSA | Punti |
| ---- | ---------------------- | --- | --- | --- | --- | --- | --- | --- | --- | ----- |
| 1    | Alessandra Keller      | 2   | 2   |     |     |     |     |     |     | 400   |
| 2    | Laura Stigger          | 1   | 6   |     |     |     |     |     |     | 380   |
| 3    | Jenny Rissveds         | 22  | 1   |     |     |     |     |     |     | 312   |
| 4    | Pauline Ferrand-Prévot | 4   | 3   |     |     |     |     |     |     | 310   |
| 5    | Sina Frei              | 3   | 8   |     |     |     |     |     |     | 270   |
| 6    | Puck Pieterse          | 7   | 4   |     |     |     |     |     |     | 270   |
| 7    | Anne Tauber            | 8   | 5   |     |     |     |     |     |     | 250   |
| 8    | Evie Richards          | 5   | 13  |     |     |     |     |     |     | 220   |
| 9    | Gwendalyn Gibson       | 15  | 7   |     |     |     |     |     |     | 196   |
| 10   | Haley Batten           | 6   | 26  |     |     |     |     |     |     | 184   |

### Donne Under-23

#### Risultati
| Data         | Luogo                | Prima             | Seconda       | Terza               | Leader della classifica generale |
| ------------ | -------------------- | ----------------- | ------------- | ------------------- | -------------------------------- |
| 12 maggio    | Nové Město na Moravě | Ronja Blöchlinger | Noëlle Buri   | Sofie Heby Pedersen | Ronja Blöchlinger                |
| 8 giugno     | Lenzerheide          | Ronja Blöchlinger | Ginia Caluori | Sofie Heby Pedersen | Ronja Blöchlinger                |
| 18 giugno    | Leogang              |                   |               |                     |                                  |
| 2 luglio     | Val di Sole          |                   |               |                     |                                  |
| 27 agosto    | Pal-Arinsal          |                   |               |                     |                                  |
| 10 settembre | Portes du Soleil     |                   |               |                     |                                  |
| 1º ottobre   | Snowshoe             |                   |               |                     |                                  |
| 8 ottobre    | Mont-Sainte-Anne     |                   |               |                     |                                  |

#### Classifica generale (Top 10)
Classifica dopo 2 prove.
| Pos. | Corridore           | NOV | LEN | LEO | VDS | PAL | PDS | SNO | MSA | Punti |
| ---- | ------------------- | --- | --- | --- | --- | --- | --- | --- | --- | ----- |
| 1    | Ronja Blöchlinger   | 1   | 1   |     |     |     |     |     |     | 250   |
| 2    | Noëlle Buri         | 2   | 5   |     |     |     |     |     |     | 170   |
| 3    | Sofie Heby Pedersen | 3   | 3   |     |     |     |     |     |     | 160   |
| 4    | Ginia Caluori       | 11  | 2   |     |     |     |     |     |     | 150   |
| 5    | Kira Böhm           | 5   | 8   |     |     |     |     |     |     | 126   |
| 6    | Emilly Johnston     | 6   | 16  |     |     |     |     |     |     | 110   |
| 7    | Samara Maxwell      | 14  | 7   |     |     |     |     |     |     | 107   |
| 8    | Zoe Cuthbert        | 32  | 4   |     |     |     |     |     |     | 104   |
| 9    | Sina van Thiel      | 8   | 12  |     |     |     |     |     |     | 104   |
| 10   | Madigan Munro       | 9   | 9   |     |     |     |     |     |     | 104   |

## Cross-country marathon

### Uomini Elite

#### Risultati
| Data         | Luogo                | Primo               | Secondo           | Terzo               | Leader della classifica generale |
| ------------ | -------------------- | ------------------- | ----------------- | ------------------- | -------------------------------- |
| 13 maggio    | Nové Město na Moravě | Fabian Rabensteiner | Nicolas Samparisi | Simon Stiebjahn     | Fabian Rabensteiner              |
| 4 giugno     | Finale Ligure        | Diego Arias Cuervo  | Martin Stošek     | Fabian Rabensteiner | Fabian Rabensteiner              |
| 16 settembre | Portes du Soleil     |                     |                   |                     |                                  |
| 27 settembre | Snowshoe             |                     |                   |                     |                                  |

#### Classifica generale (Top 10)
Classifica dopo 2 prove.
| Pos. | Corridore           | NOV  | FIN | PDS | SNO | Punti |
| ---- | ------------------- | ---- | --- | --- | --- | ----- |
| 1    | Fabian Rabensteiner | 1    | 3   |     |     | 410   |
| 2    | Martin Stošek       | 15   | 2   |     |     | 276   |
| 3    | Nicolas Samparisi   | 2    | 24  |     |     | 258   |
| 4    | Diego Arias Cuervo  | Rit. | 1   |     |     | 250   |
| 5    | Jakob Hartmann      | 7    | 8   |     |     | 230   |
| 6    | Samuele Porro       | 17   | 4   |     |     | 222   |
| 7    | Martin Frey         | 5    | 16  |     |     | 214   |
| 8    | Simon Stiebjahn     | 3    | 30  |     |     | 206   |
| 9    | Hugo Drechou        | 6    | 15  |     |     | 206   |
| 10   | Marc Stutzmann      | 16   | 10  |     |     | 169   |

### Donne Elite

#### Risultati
| Data         | Luogo                | Prima           | Seconda         | Terza              | Leader della classifica generale |
| ------------ | -------------------- | --------------- | --------------- | ------------------ | -------------------------------- |
| 13 maggio    | Nové Město na Moravě | Lejla Njemčević | Kataržina Sosna | Irina Lützelschwab | Lejla Njemčević                  |
| 4 giugno     | Finale Ligure        | Adelheid Morath | Lejla Njemčević | Vera Looser        | Lejla Njemčević                  |
| 16 settembre | Portes du Soleil     |                 |                 |                    |                                  |
| 27 settembre | Snowshoe             |                 |                 |                    |                                  |

#### Classifica generale (Top 10)
Classifica dopo 2 prove.
| Pos. | Corridore        | NOV | FIN  | PDS | SNO | Punti |
| ---- | ---------------- | --- | ---- | --- | --- | ----- |
| 1    | Lejla Njemčević  | 1   | 2    |     |     | 450   |
| 2    | Janina Wüst      | 4   | 6    |     |     | 280   |
| 3    | Adelheid Morath  | -   | 1    |     |     | 250   |
| 4    | Amy Wakefield    | 6   | 8    |     |     | 240   |
| 5    | Bettina Janas    | 7   | 7    |     |     | 240   |
| 6    | Estelle Morel    | 19  | 4    |     |     | 218   |
| 7    | Costanza Fasolis | 8   | 9    |     |     | 210   |
| 8    | Kataržina Sosna  | 2   | Rit. |     |     | 200   |
| 9    | Margot Moschetti | 11  | 12   |     |     | 175   |
| 10   | Vera Looser      | -   | 3    |     |     | 160   |

## Downhill

### Uomini Elite

#### Risultati
| Data         | Luogo                   | Primo           | Secondo       | Terzo      | Leader della classifica generale |
| ------------ | ----------------------- | --------------- | ------------- | ---------- | -------------------------------- |
| 10 giugno    | Lenzerheide             | Jordan Williams | Loris Vergier | Loïc Bruni | Jordan Williams                  |
| 17 giugno    | Leogang                 |                 |               |            |                                  |
| 1º luglio    | Val di Sole             |                 |               |            |                                  |
| 26 agosto    | Pal-Arinsal             |                 |               |            |                                  |
| 3 settembre  | Loudenvielle-Peyragudes |                 |               |            |                                  |
| 9 settembre  | Portes du Soleil        |                 |               |            |                                  |
| 30 settembre | Snowshoe                |                 |               |            |                                  |
| 7 ottobre    | Mont-Sainte-Anne        |                 |               |            |                                  |

#### Classifica generale (Top 10)
Classifica dopo 1 prova.
| Pos. | Corridore         | LEN    | LEO | VDS | PAL | PDS | SNO | MSA | Punti |
| ---- | ----------------- | ------ | --- | --- | --- | --- | --- | --- | ----- |
| 1    | Jordan Williams   | 1+72   |     |     |     |     |     |     | 322   |
| 2    | Loris Vergier     | 2+110  |     |     |     |     |     |     | 320   |
| 3    | Loïc Bruni        | 3+125  |     |     |     |     |     |     | 305   |
| 4    | Laurie Greenland  | 4+79   |     |     |     |     |     |     | 239   |
| 5    | Finn Iles         | 5+76   |     |     |     |     |     |     | 216   |
| 6    | Jackson Goldstone | 6+71   |     |     |     |     |     |     | 196   |
| 7    | Benoît Coulanges  | 8+82   |     |     |     |     |     |     | 230   |
| 8    | Andreas Kolb      | 30+130 |     |     |     |     |     |     | 160   |
| 9    | Troy Brosnan      | 7+49   |     |     |     |     |     |     | 159   |
| 10   | Charlie Hatton    | 10+60  |     |     |     |     |     |     | 135   |

### Uomini Junior

#### Risultati
| Data         | Luogo                   | Primo            | Secondo    | Terzo       | Leader della classifica generale |
| ------------ | ----------------------- | ---------------- | ---------- | ----------- | -------------------------------- |
| 10 giugno    | Lenzerheide             | Christian Hauser | Bodhi Kuhn | Hugo Marini | Christian Hauser                 |
| 17 giugno    | Leogang                 |                  |            |             |                                  |
| 1º luglio    | Val di Sole             |                  |            |             |                                  |
| 26 agosto    | Pal-Arinsal             |                  |            |             |                                  |
| 3 settembre  | Loudenvielle-Peyragudes |                  |            |             |                                  |
| 9 settembre  | Portes du Soleil        |                  |            |             |                                  |
| 30 settembre | Snowshoe                |                  |            |             |                                  |
| 7 ottobre    | Mont-Sainte-Anne        |                  |            |             |                                  |

#### Classifica generale (Top 10)
Classifica dopo 1 prova.
| Pos. | Corridore        | LEN | LEO | VDS | PAL | PDS | SNO | MSA | Punti |
| ---- | ---------------- | --- | --- | --- | --- | --- | --- | --- | ----- |
| 1    | Christian Hauser | 1   |     |     |     |     |     |     | 60    |
| 2    | Bodhi Kuhn       | 2   |     |     |     |     |     |     | 50    |
| 3    | Hugo Marini      | 3   |     |     |     |     |     |     | 45    |
| 4    | Henri Kiefer     | 4   |     |     |     |     |     |     | 40    |
| 5    | Ryan Pinkerton   | 5   |     |     |     |     |     |     | 35    |
| 6    | Kimi Viardot     | 6   |     |     |     |     |     |     | 30    |
| 7    | Dane Jewett      | 7   |     |     |     |     |     |     | 28    |
| 8    | Rafaël Pelletier | 8   |     |     |     |     |     |     | 26    |
| 9    | Mike Leon Huter  | 9   |     |     |     |     |     |     | 24    |
| 10   | Lucas Lagneau    | 10  |     |     |     |     |     |     | 22    |

### Donne Elite

#### Risultati
| Data         | Luogo                   | Primo           | Secondo          | Terzo         | Leader della classifica generale |
| ------------ | ----------------------- | --------------- | ---------------- | ------------- | -------------------------------- |
| 10 giugno    | Lenzerheide             | Rachel Atherton | Camille Balanche | Nina Hoffmann | Rachel Atherton                  |
| 17 giugno    | Leogang                 |                 |                  |               |                                  |
| 1º luglio    | Val di Sole             |                 |                  |               |                                  |
| 26 agosto    | Pal-Arinsal             |                 |                  |               |                                  |
| 3 settembre  | Loudenvielle-Peyragudes |                 |                  |               |                                  |
| 9 settembre  | Portes du Soleil        |                 |                  |               |                                  |
| 30 settembre | Snowshoe                |                 |                  |               |                                  |
| 7 ottobre    | Mont-Sainte-Anne        |                 |                  |               |                                  |

#### Classifica generale (Top 10)
Classifica dopo 1 prova.
| Pos. | Corridore        | LEN   | LEO | VDS | PAL | PDS | SNO | MSA | Punti |
| ---- | ---------------- | ----- | --- | --- | --- | --- | --- | --- | ----- |
| 1    | Rachel Atherton  | 1+120 |     |     |     |     |     |     | 370   |
| 2    | Camille Balanche | 2+150 |     |     |     |     |     |     | 360   |
| 3    | Nina Hoffmann    | 3+70  |     |     |     |     |     |     | 250   |
| 4    | Valentina Höll   | 4+42  |     |     |     |     |     |     | 192   |
| 5    | Marine Cabirou   | 5+56  |     |     |     |     |     |     | 176   |
| 6    | Gracey Hemstreet | 6+60  |     |     |     |     |     |     | 150   |
| 7    | Monika Hrastnik  | 8+75  |     |     |     |     |     |     | 145   |
| 8    | Tahnee Seagrave  | 7+45  |     |     |     |     |     |     | 145   |
| 9    | Harriet Harnden  | 9+44  |     |     |     |     |     |     | 104   |
| 10   | Anna Newkirk     | 10+37 |     |     |     |     |     |     | 87    |

### Donne Junior

#### Risultati
| Data         | Luogo                   | Prima            | Seconda               | Terza         | Leader della classifica generale |
| ------------ | ----------------------- | ---------------- | --------------------- | ------------- | -------------------------------- |
| 10 giugno    | Lenzerheide             | Erice Van Leuven | Valentina Roa Sánchez | Lisa Bouladou | Erice Van Leuven                 |
| 17 giugno    | Leogang                 |                  |                       |               |                                  |
| 1º luglio    | Val di Sole             |                  |                       |               |                                  |
| 26 agosto    | Pal-Arinsal             |                  |                       |               |                                  |
| 3 settembre  | Loudenvielle-Peyragudes |                  |                       |               |                                  |
| 9 settembre  | Portes du Soleil        |                  |                       |               |                                  |
| 30 settembre | Snowshoe                |                  |                       |               |                                  |
| 7 ottobre    | Mont-Sainte-Anne        |                  |                       |               |                                  |

#### Classifica generale (Top 10)
Classifica dopo 1 prova.
| Pos. | Corridore             | LEN | LEO | VDS | PAL | PDS | SNO | MSA | Punti |
| ---- | --------------------- | --- | --- | --- | --- | --- | --- | --- | ----- |
| 1    | Erice Van Leuven      | 1   |     |     |     |     |     |     | 60    |
| 2    | Valentina Roa Sánchez | 2   |     |     |     |     |     |     | 50    |
| 3    | Lisa Bouladou         | 3   |     |     |     |     |     |     | 45    |
| 4    | Vanesa Petrovská      | 4   |     |     |     |     |     |     | 40    |
| 5    | Aimi Kenyon           | 5   |     |     |     |     |     |     | 35    |
| 6    | Emma Iten             | 6   |     |     |     |     |     |     | 30    |
| 7    | Riley Miller          | 7   |     |     |     |     |     |     | 25    |
| 8    | Laïs Bonnaure         | 8   |     |     |     |     |     |     | 15    |
| 9    | Taylor Ostgaard       | 9   |     |     |     |     |     |     | 10    |
| 10   | Soline Besson         | 10  |     |     |     |     |     |     | 5     |

## Enduro

### Uomini Elite

#### Risultati
| Data         | Luogo                   | Primo            | Secondo          | Terzo         |
| ------------ | ----------------------- | ---------------- | ---------------- | ------------- |
| 26 marzo     | Maydena                 | Luke Meier-Smith | Daniel Booker    | Connor Fearon |
| 1º aprile    | Derby                   | Richard Rude Jr. | Sławomir Łukasik | Jesse Melamed |
| 3 giugno     | Finale Ligure           | Jesse Melamed    | Rhys Verner      | Alex Rudeau   |
| 15 giugno    | Leogang                 |                  |                  |               |
| 25 giugno    | Val di Fassa            |                  |                  |               |
| 3 settembre  | Loudenvielle-Peyragudes |                  |                  |               |
| 17 settembre | Portes du Soleil        |                  |                  |               |

#### Classifica generale (Top 10)
Classifica dopo 2 prove.
| Pos. | Corridore        | MAY | DER | FIN | LEO | VDF | LOU | PDS | Punti |
| ---- | ---------------- | --- | --- | --- | --- | --- | --- | --- | ----- |
| 1    | Richard Rude Jr. | 7   | 1   |     |     |     |     |     | 782   |
| 2    | Daniel Booker    | 2   | 8   |     |     |     |     |     | 708   |
| 3    | Luke Meier-Smith | 1   | 17  |     |     |     |     |     | 689   |
| 4    | Sławomir Łukasik | 11  | 2   |     |     |     |     |     | 641   |
| 5    | Jesse Melamed    | 19  | 3   |     |     |     |     |     | 584   |
| 6    | Rhys Verner      | 4   | 13  |     |     |     |     |     | 528   |
| 7    | Connor Fearon    | 3   | 24  |     |     |     |     |     | 527   |
| 8    | Jack Moir        | 18  | 4   |     |     |     |     |     | 489   |
| 9    | Youn Deniaud     | 9   | 6   |     |     |     |     |     | 485   |
| 10   | Edward Masters   | 8   | 10  |     |     |     |     |     | 480   |

### Uomini Under-21

#### Risultati
| Data         | Luogo                   | Primo          | Secondo          | Terzo            |
| ------------ | ----------------------- | -------------- | ---------------- | ---------------- |
| 26 marzo     | Maydena                 | Sascha Kim     | Remy Meier-Smith | Will Hynes       |
| 1º aprile    | Derby                   | Sascha Kim     | Cooper Lowe      | Lisandru Bertini |
| 3 giugno     | Finale Ligure           | Raphaël Giambi | William Brodie   | Alexis Icardo    |
| 15 giugno    | Leogang                 |                |                  |                  |
| 25 giugno    | Val di Fassa            |                |                  |                  |
| 3 settembre  | Loudenvielle-Peyragudes |                |                  |                  |
| 17 settembre | Portes du Soleil        |                |                  |                  |

#### Classifica generale (Top 10)
Classifica dopo 2 prove.
| Pos. | Corridore        | MAY | DER | FIN | LEO | VDF | LOU | PDS | Punti |
| ---- | ---------------- | --- | --- | --- | --- | --- | --- | --- | ----- |
| 1    | Sascha Kim       | 1   | 1   |     |     |     |     |     | 487   |
| 2    | Lisandru Bertini | 4   | 3   |     |     |     |     |     | 351   |
| 3    | Remy Meier-Smith | 2   | 29  |     |     |     |     |     | 282   |
| 4    | Cooper Lowe      | 22  | 2   |     |     |     |     |     | 279   |
| 5    | Harvey Lee       | 7   | 5   |     |     |     |     |     | 264   |
| 6    | Lief Rodgers     | 13  | 4   |     |     |     |     |     | 261   |
| 7    | Bailey Christie  | 10  | 6   |     |     |     |     |     | 255   |
| 8    | Johnathan Helly  | 6   | 8   |     |     |     |     |     | 251   |
| 9    | Jack Piercy      | 5   | 13  |     |     |     |     |     | 237   |
| 10   | Will Hynes       | 3   | 30  |     |     |     |     |     | 232   |

### Donne Elite

#### Risultati
| Data         | Luogo                   | Prima              | Seconda         | Terza              |
| ------------ | ----------------------- | ------------------ | --------------- | ------------------ |
| 26 marzo     | Maydena                 | Isabeau Courdurier | Morgane Charre  | Ella Conolly       |
| 1º aprile    | Derby                   | Rebecca Baraona    | Harriet Harnden | Ella Conolly       |
| 3 giugno     | Finale Ligure           | Morgane Charre     | Gloria Scarsi   | Isabeau Courdurier |
| 15 giugno    | Leogang                 |                    |                 |                    |
| 25 giugno    | Val di Fassa            |                    |                 |                    |
| 3 settembre  | Loudenvielle-Peyragudes |                    |                 |                    |
| 17 settembre | Portes du Soleil        |                    |                 |                    |

#### Classifica generale (Top 10)
Classifica dopo 2 prove.
| Pos. | Corridore          | MAY | DER | FIN | LEO | VDF | LOU | PDS | Punti |
| ---- | ------------------ | --- | --- | --- | --- | --- | --- | --- | ----- |
| 1    | Rebecca Baraona    | 4   | 1   |     |     |     |     |     | 847   |
| 2    | Isabeau Courdurier | 1   | 4   |     |     |     |     |     | 830   |
| 3    | Ella Conolly       | 3   | 3   |     |     |     |     |     | 778   |
| 4    | Harriet Harnden    | 5   | 2   |     |     |     |     |     | 760   |
| 5    | Morgane Charre     | 2   | 5   |     |     |     |     |     | 737   |
| 6    | Kate Weatherly     | 8   | 10  |     |     |     |     |     | 491   |
| 7    | Barbora Průdková   | 12  | 6   |     |     |     |     |     | 487   |
| 8    | Rae Morrison       | 6   | 12  |     |     |     |     |     | 476   |
| 9    | Raphaela Richter   | 11  | 8   |     |     |     |     |     | 455   |
| 10   | Leanna Curtis      | 16  | 7   |     |     |     |     |     | 412   |

### Donne Under-21

#### Risultati
| Data         | Luogo                   | Prima            | Seconda          | Terza        |
| ------------ | ----------------------- | ---------------- | ---------------- | ------------ |
| 26 marzo     | Maydena                 | Emmy Lan         | Erice Van Leuven | Elly Hoskin  |
| 1º aprile    | Derby                   | Erice Van Leuven | Elly Hoskin      | Lia Ladbrook |
| 3 giugno     | Finale Ligure           | Emmy Lan         | Lily Planquart   | Elly Hoskin  |
| 15 giugno    | Leogang                 |                  |                  |              |
| 25 giugno    | Val di Fassa            |                  |                  |              |
| 3 settembre  | Loudenvielle-Peyragudes |                  |                  |              |
| 17 settembre | Portes du Soleil        |                  |                  |              |

#### Classifica generale
Classifica dopo 2 prove.
| Pos. | Corridore        | MAY | DER  | FIN | LEO | VDF | LOU | PDS | Punti |
| ---- | ---------------- | --- | ---- | --- | --- | --- | --- | --- | ----- |
| 1    | Erice Van Leuven | 2   | 1    |     |     |     |     |     | 462   |
| 2    | Emmy Lan         | 1   | 5    |     |     |     |     |     | 339   |
| 3    | Elly Hoskin      | 3   | 2    |     |     |     |     |     | 313   |
| 4    | Lia Ladbrook     | 5   | 3    |     |     |     |     |     | 215   |
| 5    | Xanthe Robb      | 4   | 4    |     |     |     |     |     | 212   |
| 6    | Sophie Riva      | 6   | 6    |     |     |     |     |     | 113   |
| 7    | Lily Boucher     | 7   | 8    |     |     |     |     |     | 50    |
| 8    | Taylah Sherriff  | –   | 8    |     |     |     |     |     | 38    |
| 9    | Justine Henry    | 8   | Rit. |     |     |     |     |     | 20    |
| 10   | Connor Mielke    | –   | 9    |     |     |     |     |     | 15    |

## Cross-country eliminator

### Uomini Elite

#### Risultati
| Data         | Luogo             | Primo                 | Secondo           | Terzo                   |
| ------------ | ----------------- | --------------------- | ----------------- | ----------------------- |
| 21 maggio    | Adapazarı-Sakarya | Titouan Perrin-Ganier | Simon Gegenheimer | Quentin Schrotzenberger |
| 4 giugno     | Lovanio           | Titouan Perrin-Ganier | Jarne Vandersteen | Simon Gegenheimer       |
| 15 giugno    | Aalen             |                       |                   |                         |
| 13 agosto    | Oudenaarde        |                       |                   |                         |
| 16 settembre | Parigi            |                       |                   |                         |
| 30 settembre | Barcellona        |                       |                   |                         |

#### Classifica generale (Top 10)
Classifica dopo 2 prove.
| Pos. | Corridore               | ADA   | LOV   | AAL | OUD | PAR | BAR | Punti |
| ---- | ----------------------- | ----- | ----- | --- | --- | --- | --- | ----- |
| 1    | Titouan Perrin-Ganier   | 1+8   | 1+7   |     |     |     |     | 135   |
| 2    | Simon Gegenheimer       | 2+12  | 3+10  |     |     |     |     | 92    |
| 3    | Quentin Schrotzenberger | 3+15  | 10+20 |     |     |     |     | 75    |
| 4    | Thibaut Kahlhoven       | 17+30 | 9+30  |     |     |     |     | 72    |
| 5    | Theo Hauser             | 18+20 | 5+6   |     |     |     |     | 46    |
| 6    | Jarne Vandersteen       | -     | 2+5   |     |     |     |     | 45    |
| 7    | Felix Klausmann         | 25+9  | 7+8   |     |     |     |     | 33    |
| 8    | Lorenzo Serres          | -     | 6+13  |     |     |     |     | 31    |
| 9    | Killian Demangeon       | 26    | 8+15  |     |     |     |     | 29    |
| 10   | Eddy Steible            | 4+3   | 20    |     |     |     |     | 28    |

### Donne Elite

#### Risultati
| Data         | Luogo             | Prima             | Seconda               | Terza         |
| ------------ | ----------------- | ----------------- | --------------------- | ------------- |
| 21 maggio    | Adapazarı-Sakarya | Marion Fromberger | Annemoon van Dienst   | Didi de Vries |
| 4 giugno     | Lovanio           | Gaia Tormena      | Shanyl De Schoesitter | Line Mygdam   |
| 15 giugno    | Aalen             |                   |                       |               |
| 13 agosto    | Oudenaarde        |                   |                       |               |
| 16 settembre | Parigi            |                   |                       |               |
| 30 settembre | Barcellona        |                   |                       |               |

#### Classifica generale (Top 10)
Classifica dopo 2 prove.
| Pos. | Corridore                 | ADA  | LOV   | AAL | OUD | PAR | BAR | Punti |
| ---- | ------------------------- | ---- | ----- | --- | --- | --- | --- | ----- |
| 1    | Gaia Tormena              | 4+30 | 1+20  |     |     |     |     | 135   |
| 2    | Marion Fromberger         | 1+20 | 16+30 |     |     |     |     | 111   |
| 3    | Annemoon van Dienst       | 2+15 | 4+12  |     |     |     |     | 92    |
| 4    | Didi de Vries             | 3+13 | 7+15  |     |     |     |     | 74    |
| 5    | Shanyl De Schoesitter     | -    | 2+13  |     |     |     |     | 53    |
| 6    | Valentine Schrotzenberger | 7+6  | 8+8   |     |     |     |     | 44    |
| 7    | Aline Simões de Almeida   | 9+11 | 9+7   |     |     |     |     | 42    |
| 8    | Line Mygdam               | -    | 3+11  |     |     |     |     | 41    |
| 9    | Merili Sirvel             | 8+9  | 11+4  |     |     |     |     | 35    |
| 10   | Iryna Popova              | 5+12 | -     |     |     |     |     | 32    |

## E-MTB cross-country

### Uomini Elite

#### Risultati
| Data         | Luogo                    | Primo          | Secondo         | Terzo          |
| ------------ | ------------------------ | -------------- | --------------- | -------------- |
| 20 maggio    | Monaco-Breglio           | Jérôme Gilloux | Joris Ryf       | Hugo Pigeon    |
| 21 maggio    | Monaco-Breglio           | Emeric Ienzer  | Hugo Pigeon     | Jérôme Gilloux |
| 10 giugno    | Bologna-Monghidoro       | Jérôme Gilloux | Robert Williams | Martino Fruet  |
| 11 giugno    | Bologna-Monghidoro       | Théo Charmes   | Jérôme Gilloux  | Joris Ryf      |
| 15 luglio    | Bergamo-Val Seriana      |                |                 |                |
| 16 luglio    | Bergamo-Val Seriana      |                |                 |                |
| 29 agosto    | Spa-Francorchamps        |                |                 |                |
| 30 agosto    | Spa-Francorchamps        |                |                 |                |
| 22 settembre | Costa Brava-Gerona       |                |                 |                |
| 23 settembre | Costa Brava-Gerona       |                |                 |                |
| 30 settembre | Charade-Clermont-Ferrand |                |                 |                |
| 1º ottobre   | Charade-Clermont-Ferrand |                |                 |                |
| 21 ottobre   | Barcellona               |                |                 |                |

#### Classifica generale (Top 10)
Classifica dopo 4 prove.
| Pos. | Corridore             | MON  | MON  | BOL | BOL | BER | BER | SPA | SPA | CBR | CBR | CHA | CHA | BAR | Punti |
| ---- | --------------------- | ---- | ---- | --- | --- | --- | --- | --- | --- | --- | --- | --- | --- | --- | ----- |
| 1    | Jérôme Gilloux        | 1    | 3    | 1   | 2   |     |     |     |     |     |     |     |     |     | 86    |
| 2    | Joris Ryf             | 2    | 5    | 4   | 3   |     |     |     |     |     |     |     |     |     | 60    |
| 3    | Robert Williams       | 5    | 6    | 2   | 5   |     |     |     |     |     |     |     |     |     | 52    |
| 4    | Théo Charmes          | 4    | NP   | 5   | 1   |     |     |     |     |     |     |     |     |     | 49    |
| 5    | Hugo Pigeon           | 3    | 2    | -   | -   |     |     |     |     |     |     |     |     |     | 36    |
| 6    | Heiko Hog             | 8    | 7    | 8   | 11  |     |     |     |     |     |     |     |     |     | 30    |
| 7    | Rico Libesch          | 11   | 9    | 7   | 8   |     |     |     |     |     |     |     |     |     | 29    |
| 8    | Juan Gabriel Torralba | 7    | Rit. | 6   | 6   |     |     |     |     |     |     |     |     |     | 29    |
| 9    | Martino Fruet         | -    | -    | 3   | 4   |     |     |     |     |     |     |     |     |     | 29    |
| 10   | Emeric Ienzer         | Rit. | 1    | -   | -   |     |     |     |     |     |     |     |     |     | 25    |

### Donne Elite

#### Risultati
| Data         | Luogo                    | Prima               | Seconda             | Terza            |
| ------------ | ------------------------ | ------------------- | ------------------- | ---------------- |
| 20 maggio    | Monaco-Breglio           | Nicole Göldi        | Justine Tonso       | Sofia Wiedenroth |
| 21 maggio    | Monaco-Breglio           | Justine Tonso       | Nicole Göldi        | Anna Spielmann   |
| 10 giugno    | Bologna-Monghidoro       | Nathalie Schneitter | Justine Tonso       | Sofia Wiedenroth |
| 11 giugno    | Bologna-Monghidoro       | Nicole Göldi        | Nathalie Schneitter | Anna Spielmann   |
| 15 luglio    | Bergamo-Val Seriana      |                     |                     |                  |
| 16 luglio    | Bergamo-Val Seriana      |                     |                     |                  |
| 29 agosto    | Spa-Francorchamps        |                     |                     |                  |
| 30 agosto    | Spa-Francorchamps        |                     |                     |                  |
| 22 settembre | Costa Brava-Gerona       |                     |                     |                  |
| 23 settembre | Costa Brava-Gerona       |                     |                     |                  |
| 30 settembre | Charade-Clermont-Ferrand |                     |                     |                  |
| 1º ottobre   | Charade-Clermont-Ferrand |                     |                     |                  |
| 21 ottobre   | Barcellona               |                     |                     |                  |

#### Classifica generale
Classifica dopo 4 prove.
| Pos. | Corridore           | MON | MON | BOL  | BOL | BER | BER | SPA | SPA | CBR | CBR | CHA | CHA | BAR | Punti |
| ---- | ------------------- | --- | --- | ---- | --- | --- | --- | --- | --- | --- | --- | --- | --- | --- | ----- |
| 1    | Nicole Göldi        | 1   | 2   | 4    | 1   |     |     |     |     |     |     |     |     |     | 83    |
| 2    | Justine Tonso       | 2   | 1   | 2    | 6   |     |     |     |     |     |     |     |     |     | 75    |
| 3    | Sofia Wiedenroth    | 3   | 4   | 3    | 4   |     |     |     |     |     |     |     |     |     | 58    |
| 4    | Anna Spielmann      | 4   | 3   | Rit. | 3   |     |     |     |     |     |     |     |     |     | 45    |
| 5    | Nathalie Schneitter | -   | -   | 1    | 2   |     |     |     |     |     |     |     |     |     | 45    |
| 6    | Antonia Daubermann  | 5   | 5   | NP   | NP  |     |     |     |     |     |     |     |     |     | 22    |
| 7    | Friederike Steuber  | -   | -   | 5    | 7   |     |     |     |     |     |     |     |     |     | 20    |
| 8    | Célia Audoli        | 7   | 6   | -    | -   |     |     |     |     |     |     |     |     |     | 19    |
| 9    | Anna Oberparleiter  | -   | -   | Rit. | 5   |     |     |     |     |     |     |     |     |     | 11    |
| 10   | Solène Bouissou     | 6   | NP  | -    | -   |     |     |     |     |     |     |     |     |     | 10    |